# Sáfár Szabolcs
Sáfár Szabolcs (Budapest, 1974. augusztus 20. –) magyar válogatott labdarúgó, kapus.

## Pályafutása

### Játékosként
A Budapesti Vasas csapatánál kezdte pályafutását, ahol a szurkolók egyik kedvence volt. Első külföldi csapata az SV Austria Salzburg volt, ahová 1997 nyarán szerződött. Itteni pályafutása idején megkapta az osztrák állampolgárságot is. A Salzburgban mutatott jó teljesítménye okán ajánlatot kapott a német első osztályú Borussia Mönchengladbach csapatától, ám napokkal az átigazolás létrejötte előtt egy kivédett büntető közben megsérült, így a németek visszavonták ajánlatukat. 
2003-ban Sáfár a nagy múltú orosz klubhoz, a Szpartak Moszkvához szerződött, ám mivel egy edzőváltás után kikerült a kezdőcsapatból és a klub se tartotta be a szerződésben foglaltakat, visszatért Ausztriába, az Austria Wien csapatához. Itt egy ideig csupán második számú kapus volt a horvát Joey Didulica mögött, ám az ő távozása óta az első szám kapussá vált. Egy bajnoki címet és négy kupagyőzelmet ünnepelhetett a bécsi csapat tagjaként, 2011. május 14-én pedig a 300. osztrák élvonalbeli mérkőzésén is pályára lépett a Wacker Innsbruck ellen. Az Austriánál a nyáron lejárt a szerződése, így júniusban a Wacker Innsbruckhoz szerződött. Itt további három idényen át állt az inssbruckiak kapujában az élvonalban, összesen 87 első osztályú bajnokin védve a tiroli csapat kapuját. A 2013-14-es szezon végén nem hosszabbították meg a szerződését, elsősorban fiatalítás miatt. Sáfár Szabolcs több mint 470 tétmérkőzésen védett Ausztriában. Ezt követően az osztrák harmadosztály keleti csoportjában szereplő SC Ritzing játékosa lett. 2014 szeptemberében életműdíjat kapott Ausztriában. Itt is három szezonon át szerepelt, majd 2017 májusában, 42 évesen bejelentette visszavonulását.

### A válogatottban
A magyar válogatottban 14 alkalommal lépett pályára, ő védte a nemzeti csapat kapuját az 1996-os atlantai olimpián.  

### Edzőként
Sáfár visszavonulása után az Austria Wien kapusedzőjeként az U15-ös, U16-os, U17-es, és az U18-as korosztály felkészítéséért felel.

## Sikerei, díjai
- Austria Wien:
  - Osztrák bajnok: 2006
  - Osztrák kupagyőztes: 2005, 2006, 2007, 2009
  - Többszörös év legjobb kapusa díj nyertese Ausztriában

## Galéria

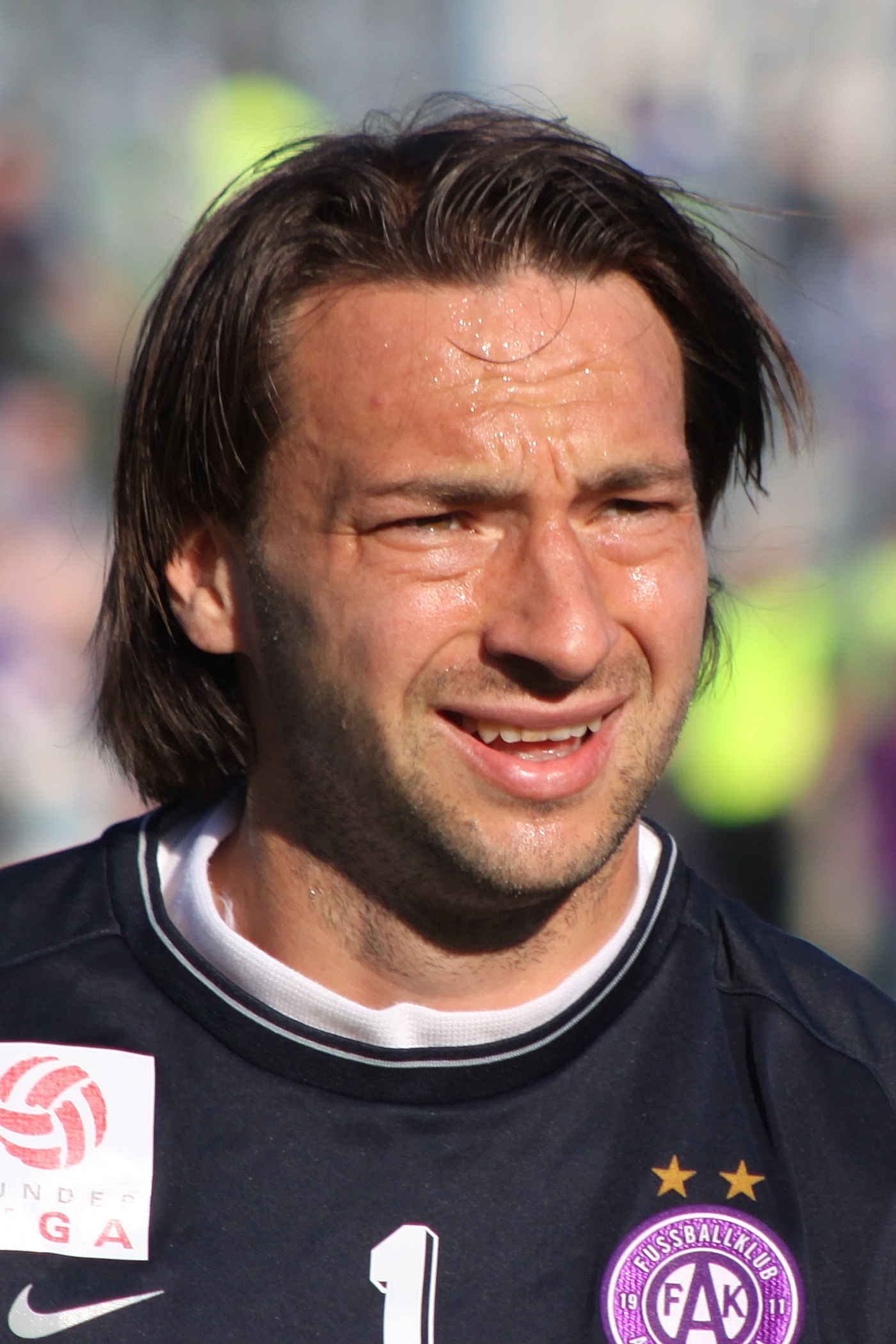
Sáfár Szabolcs az Austria Wien mezében 2009-ben
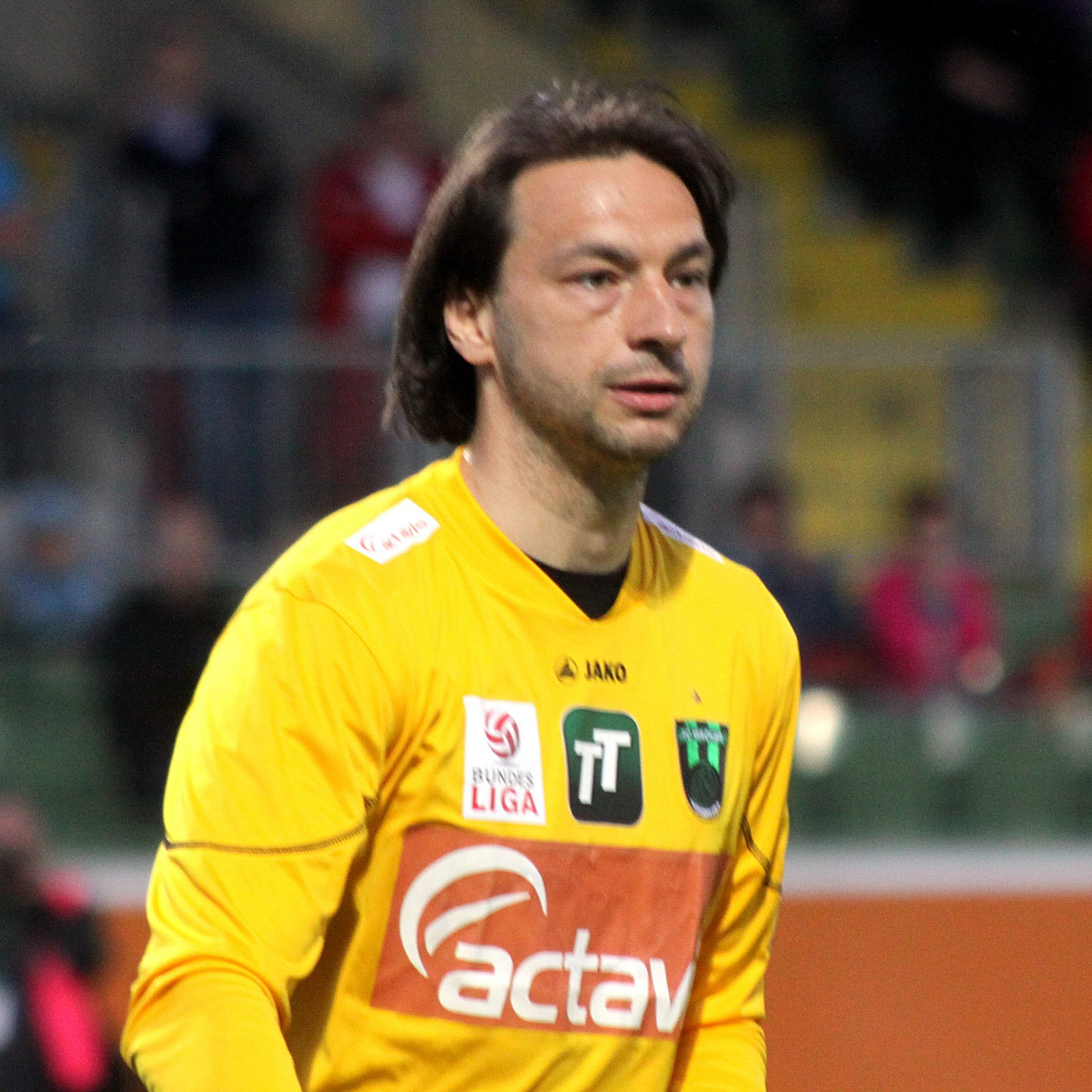
Sáfár 2013-ban a Wacker Innsbruck kapusaként

## Statisztika

### Mérkőzései a válogatottban
| Magyarország | Magyarország         | Magyarország                | Magyarország  | Magyarország | Magyarország            | Magyarország       | Magyarország | Magyarország |
| #            | Dátum                | Helyszín                    | Hazai         | Eredmény     | Vendég                  | Kiírás             | Gólok        | Esemény      |
| ------------ | -------------------- | --------------------------- | ------------- | ------------ | ----------------------- | ------------------ | ------------ | ------------ |
|              | 1996. július 21.     | Orlando, Citrus Bowl (USA)  | Nigéria       | 1 – 0        | Magyarország            | olimpiai D csoport | -            |              |
|              | 1996. július 23.     | Miami, Orange Bowl (USA)    | Brazília      | 3 – 1        | Magyarország            | olimpiai D csoport | -            |              |
|              | 1996. július 25.     | Orlando, Citrus Bowl (USA)  | Japán         | 3 – 2        | Magyarország            | olimpiai D csoport | -            |              |
| 1.           | 1996. augusztus 14.  | Siófok                      | Magyarország  | 3 – 1        | Egyesült Arab Emírségek | barátságos         | -            | 46'          |
| 2.           | 1996. szeptember 1.  | Budapest, Népstadion        | Magyarország  | 1 – 0        | Finnország              | vb-selejtező       | -            |              |
| 3.           | 1996. október 9.     | Oslo                        | Norvégia      | 3 – 0        | Magyarország            | vb-selejtező       | -            |              |
| 4.           | 1996. november 10.   | Bakı                        | Azerbajdzsán  | 0 – 3        | Magyarország            | vb-selejtező       | -            |              |
| 5.           | 1997. március 19.    | Valletta                    | Málta         | 1 – 4        | Magyarország            | barátságos         | -            | 70'          |
| 6.           | 1997. április 30.    | Zürich                      | Svájc         | 1 – 0        | Magyarország            | vb-selejtező       | -            |              |
| 7.           | 1997. augusztus 20.  | Budapest, Népstadion        | Magyarország  | 1 – 1        | Svájc                   | vb-selejtező       | -            |              |
| 8.           | 1997. szeptember 6.  | Varsó                       | Lengyelország | 1 – 0        | Magyarország            | barátságos         | -            |              |
| 9.           | 1997. szeptember 10. | Budapest, Üllői úti Stadion | Magyarország  | 3 – 1        | Azerbajdzsán            | vb-selejtező       | -            |              |
| 10.          | 1997. október 11.    | Helsinki                    | Finnország    | 1 – 1        | Magyarország            | vb-selejtező       | -            |              |
| 11.          | 1997. október 29.    | Budapest, Üllői úti Stadion | Magyarország  | 1 – 7        | Jugoszlávia             | vb-selejtező       | -            |              |
| 12.          | 1999. augusztus 18.  | Budapest, Üllői úti Stadion | Magyarország  | 1 – 1        | Moldova                 | barátságos         | -            |              |
| 13.          | 2000. november 15.   | Szkopje                     | Macedónia     | 0 – 1        | Magyarország            | barátságos         | -            |              |
| 14.          | 2001. március 7.     | Ammán                       | Jordánia      | 1 – 1        | Magyarország            | barátságos         | -            |              |
|              | Összesen             |                             |               | 14           | mérkőzés                |                    | 0            | gól          |